# 글라키알리사우루스

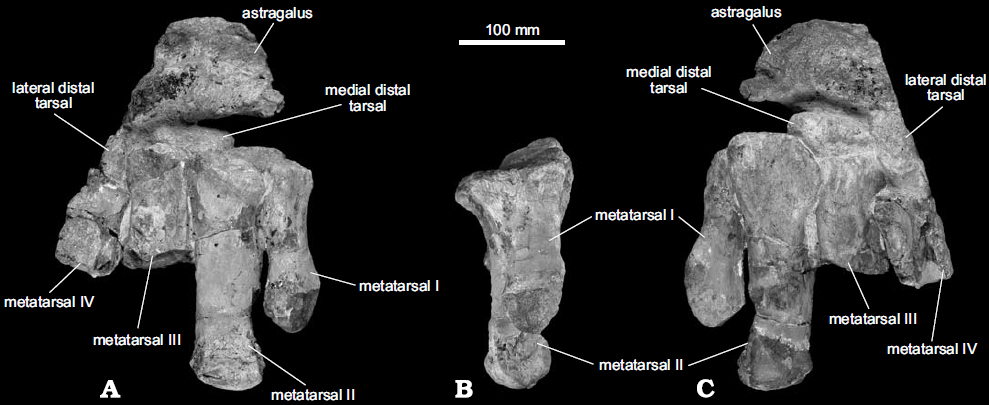

글라키알리사우루스는 쥐라기 전기에 서식한 공룡으로 지금의 남극Transantartic 산맥에서 서식하였다. Hanson 층에서 산출되었으며, 루펜고사우루스와 유사한 특징을 가지고 있다. 글라키알리사우루스는 초기 용각류의 진화사를 밝히는데 매우 중요한 자료이다. 천적은 크리올로포사우루스였다.